# مقاطعة بردنونة

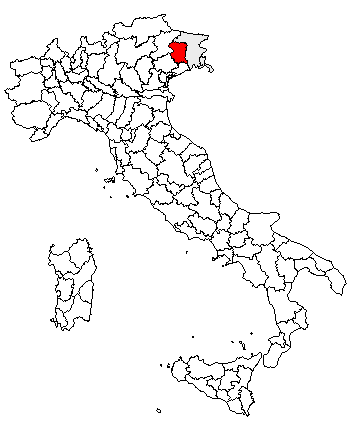
موقع مقاطعة بُردنونة

مقاطعة بُردِنُونة أو بُردِنوني أو (نقحرة: بوردينوني) (بالإيطالية: Provincia di Pordenone)‏، مقاطعة إيطالية في إقليم فريولي فينيتسيا جوليا سكانها حوالي 302.288 نسمة ومساحتها 2178 كيلومتر مربع ويوجد بها 51 بلدية، عاصمتها مدينة بُردنونة، تحدها شمالا وشرقا مقاطعة أوديني، وغربا وجنوبا إقليم فينيتو (مقاطعة بلونو ومقاطعة تريفيزو ومقاطعة البندقية).
أنشئت عام 1968 بفصلها عن مقاطعة أوديني.